# Augustiner-Chorherrenstift Forbes

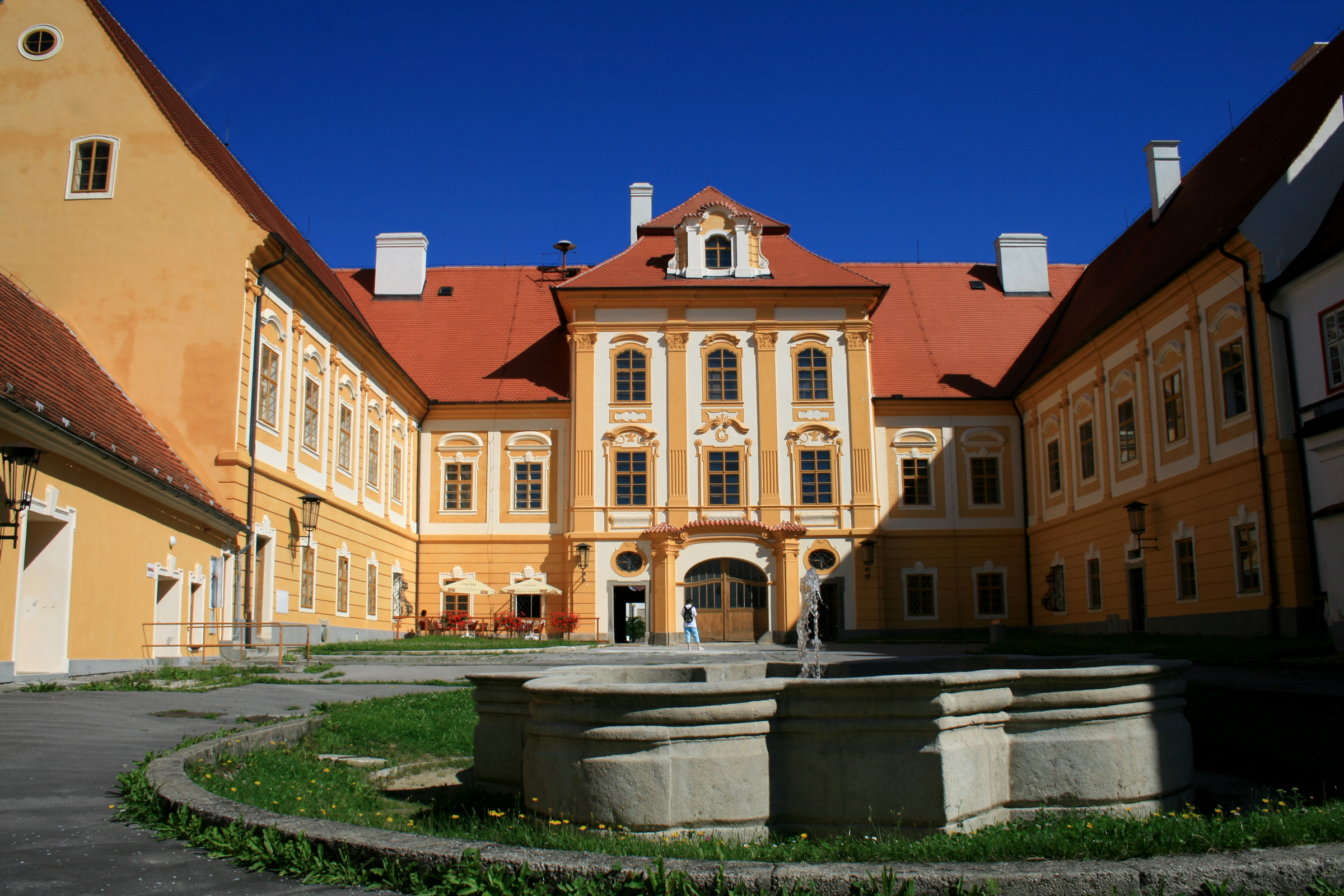
Augustiner-Chorherrenstift Forbes

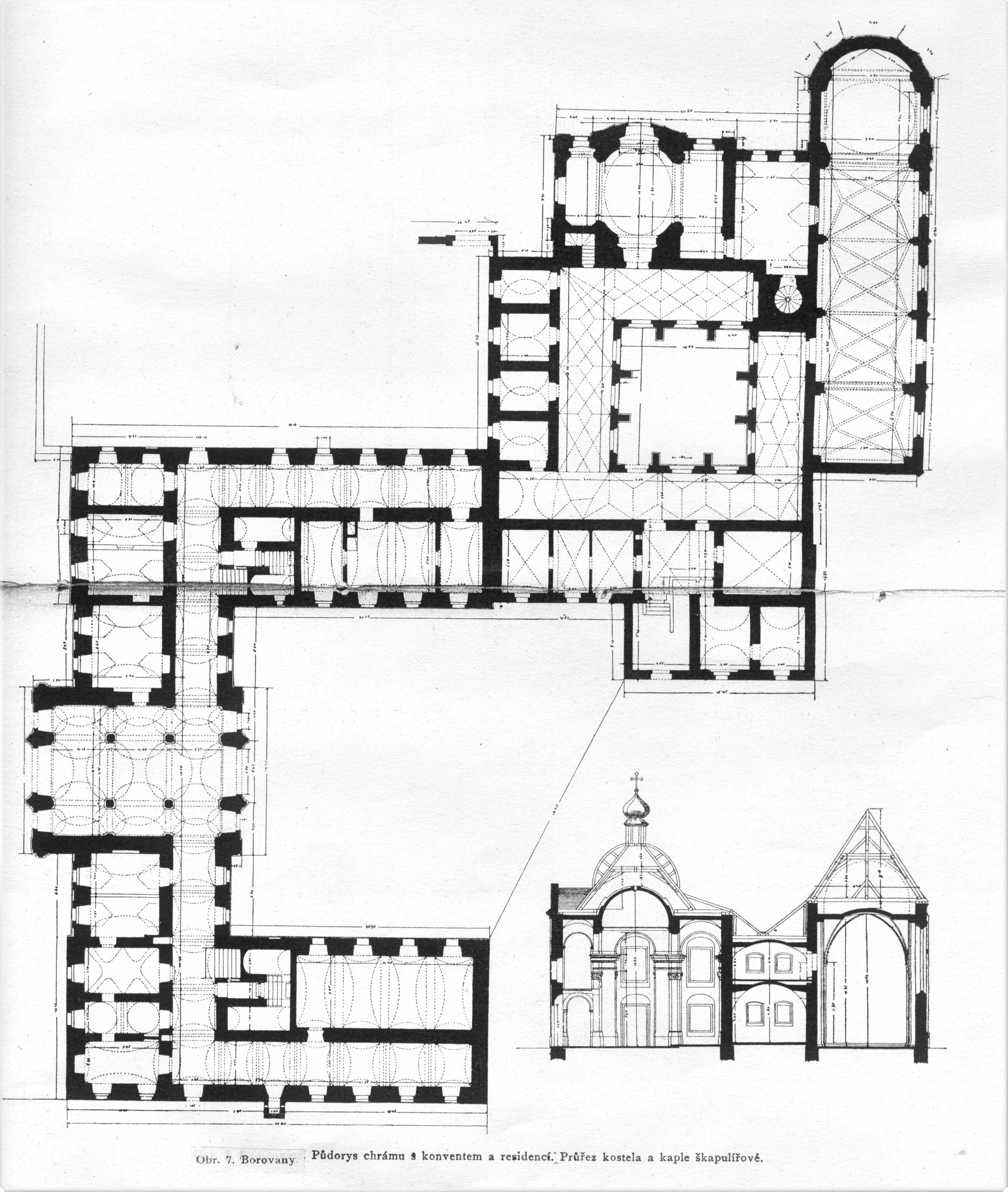
Grundriss der Stiftsanlage

Das ehemalige Augustiner-Chorherrenstift Forbes (tschechisch Augustiniánský klášter Borovany; lateinisch Conventus S. Augustini Regularium in Borovan) in Borovany im Budweiser Kreis gehörte zum Erzbistum Prag. Es war das erste Kollegiatstift, das in Böhmen nach den Hussitenkriegen gegründet wurde.

## Geschichte
Forbes, das seit 1359 im Besitz der Herren von Rosenberg war, wurde 1435/37 vom Budweiser Bürger Peter von Linden (Petr z Lindy) erworben, der am 21. Juli 1455 in den Ritterstand erhoben wurde. Er stand in Diensten der Rosenberger und stiftete am 16. Oktober 1455 in Forbes das Stift der Augustiner-Chorherren. Zugleich wurde die bisherige Pfarrkirche St. Georg zur Stiftskirche mit dem Patronat „Mariä Heimsuchung“ umgewidmet. Besiedelt wurde es mit Kanonikern aus dem Augustiner-Chorherrenstift Wittingau. Die päpstliche Bestätigung wurde mit Urkunde vom 10. Januar 1460 durch den päpstlichen Legaten Hieronymus von Kreta erteilt. Aus dieser Urkunde ergibt sich, dass der „nobilis vir Petrus de Linden“ ein Kloster gegründet habe, das für sechs Augustiner und einen Propst bestimmt wurde. Einer der ersten Forbeser Chorherren war Johannes Šťávka von Hodenitz (Jan Šťávka z Hodenic, auch Johannes Boemo). Er legte noch zu Lebzeiten des Gründers die Profeß ab und war der erste der Forbeser Kanoniker, der zum Priester geweiht wurde. Bald danach wurde er vom Orden in das Stift San Pietro in Ciel d’Oro in Pavia entsandt, wo er die dortigen Ordensregeln kennenlernen und an der Universität Pavia Kanonisches Recht studieren sollte.
Am 3. Februar 1466 bestätigte Johann von Rosenberg, dass er nach dem Tod des Ritters Peter von Linden das Kloster Forbes und dessen Besitzungen unter seinen Schutz stellen werde. Bis zum Anfang des 16. Jahrhunderts hatte das Stift einen guten Ruf. Neben dem Gebet widmeten sich die Kanoniker der Seelsorge, karitativen Aufgaben und den Wissenschaften. Zudem errichteten sie den Kreuzgang und weitere Bauwerke. Nach 1500 kam es zu Konflikten zwischen dem Propst Andreas und seinen Konventualen, die eine Visitation zur Folge hatten. Ein Bericht hierüber hat sich nicht erhalten. Weitere Schwierigkeiten ergaben sich nach dem Tod des Propstes Bartholomäus 1524, als der Patronatsherr Heinrich von Rosenberg die Zustimmung für den Wahlvorschlag des Konvents verweigerte. Dem nachfolgenden Propst Simon, der das Stift mehr als 30 Jahre leitete, gelang es nicht, die finanziellen Verhältnisse zu verbessern. Ein weiterer Konflikt entstand mit den benachbarten Grundherren, die sich der Lehre Luthers zugewandt hatten. Nach dem Tod des Propstes Simon 1557 konnte keine Propstwahl durchgeführt werden, weil der Großteil der Kanoniker von der Pest hinweggerafft worden war. Da der Konvent praktisch nicht mehr existierte, war das Stift völlig dem Patronatsherrn Wilhelm von Rosenberg und dessen Hofbeamten ausgeliefert. Als zeitweiliger Administrator wurde der Wittingauer Chorherr Hieronymus eingesetzt, der am 30. März 1458 letztmals erwähnt wurde. Ihm folgte der Priester Johann, der nach den Aufzeichnungen des rosenbergischen Archivars Václav Březan ein guter Wirtschafter war und sich um die Besserung der Verhältnisse bemühte. Trotzdem konnte er nicht zum Propst aufsteigen, weil Wilhelm von Rosenberg 1459 den bisherigen Abt des Klosters St. Prokop aus Sasau, Matthias Kozel aus Rynarecz, ernannte. Da das Prager Domkapitel mit diesem Vorgehen nicht einverstanden war und forderte, Matthias Kozel seines Amtes zu entheben, ernannte Wok von Rosenberg diesen 1564 zum Kaplan des rosenbergischen Spitals in Krumau, übergab ihm jedoch noch im selben Jahr eine Pfründe in Prachatitz. Danach löste er das Stift Forbes auf und gliederte dessen Besitzungen dem rosenbergischen Dominium ein.

### Wiederbegründung 1630–1663
Mit Erlass vom 13. März 1630 beauftragte Kaiser Ferdinand II. den Klosterneuburger Propst Bernhard I. (Enoch Waitz) mit der Neugründung des Forbeser Chorherrenstifts. Daraufhin entsandte dieser zwei Mitglieder seines Konvents nach Forbes. Später bildete er eine Kommission, in die er den Propst des Augustiner-Chorherrenstifts Prag-Karlshof Johann Chrysostomus von Schreppelsberg und den Rektor des Jesuitenkollegs Krumau berief. Sie sollte u. a. die wirtschaftlichen Grundlagen und den Zustand der Gebäude überprüfen. Die Buchbestände, die nach der ersten Auflösung in die rosenbergische Bibliothek gebracht wurden, sollten in das Stift Forbes zurückgebracht werden. Wegen der kriegerischen Ereignisse des Dreißigjährigen Kriegs verzögerte sich die Angelegenheit. Obwohl Ferdinand II. mit einem Mahnschreiben vom 24. Juli 1635 forderte, die Arbeit fortzusetzen, wurde erst am 18. November 1662 Georg Janda zum Propst von Forbes ernannt. Seine Weihe erfolgte – im Auftrag des Prager Erzbischof Ernst Adalbert von Harrach – durch den Krumauer Archidiakon Johann Franz Chvalenický. Dieser führte am 11. Juni 1663 zusammen mit dem Beauftragten des Grundherrn Johann Adolf I. zu Schwarzenberg Franz Elias Gattermayer von Gatterburg den neuen Propst in sein Amt ein.
Nach dem Tod des Propstes Georg Janda kam es zu Streitigkeiten zwischen dem Stift und dem Patron, der einen eigenen Kandidaten als Nachfolger durchsetzen wollte. Schließlich wurde der Chorherr Theodor Egerer gewählt. Ihm gelang es, die Klosterwirtschaft zu verbessern und die Klostergebäude zu renovieren. Der letzte Propst Ernst Stein wurde am 21. Mai 1784 gewählt. Er konnte nicht lange amtieren, denn am 14. November 1785 wurde das Stift im Rahmen der Josephinischen Reformen aufgelöst. Die Stiftskirche wurde zur Pfarrkirche von Forbes umgewidmet und als erster Pfarrer der ehemalige Chorherr Patricius Schwingenschlägel eingesetzt.
Das Stiftseigentum fiel an den Religionsfonds, der es dem Fürsten Johann I. von Schwarzenberg verkaufte. Er baute die erst in den Jahren 1760 bis 1770 errichtete Prälatur zu einem Schloss um.

## Pröpste
- 1461–1464 Siegmund, starb vor dem 18. Januar 1464
- 1464–1479 Valentin, war vermutlich vorher Pfarrer an der Kirche St. Georg.
- 1480–1508 Andreas
- 1508–1517 Jakob
- 1517–1524 Bartholomäus
- 1524–1557 Simon, starb an der Pest.
- 1557–1558 Hieronymus
- 1559–1564 Matthias Kozel aus Rynarecz, Benediktiner des Klosters Sasau.

### Nach der Wiederbegründung
- 1662–1670 Georg Johann Janda
- 1677–1701 Conrad Fischer
- 1701–1734 Christian Preitfelder, war ein guter Wirtschafter; schaffte für die Kirche eine neue Orgel und vier Glocken an.
- 1734–1738 Franz Plauck
- 1738–1784 Augustin Dubenský
- 1784–1785 Ernst Stein, wurde am 21. Mai 1784 gewählt, letzter Propst des Stifts Forbes.